# Варсанофьева, Вера Александровна
Ве́ра Алекса́ндровна Варсано́фьева (9 [21] июля 1889, Москва — 29 июня 1976, Москва) — советский учёный-геолог, геоморфолог, профессор. Доктор геолого-минералогических наук (1935), член-корреспондент Академии педагогических наук СССР (1945), заслуженный деятель науки РСФСР (1950). Первая женщина, получившая учёную степень доктора геолого-минералогических наук.

## Биография
Родилась 9 (21) июля 1889 года в Москве в дворянской семье
Начальное образование получила дома под руководством своей матери, француженки, Юлии Львовны, которая передала дочери знания иностранных языков и пробудила в ней интерес к научным занятиям. Бо́льшую часть детства Вера Александровна провела в Рязани, по месту службы её отца.
В 13 лет поступила в Мариинскую женскую гимназию в Рязани, в 1906 году окончила её с золотой медалью. Уже в 14 лет Вера Александровна сказала родителям, что будет геологом. В гимназии одноклассницей и приятельницей Веры Александровны стала сестра будущего профессора-геолога А. Д. Архангельского. Для пополнения образования по математике и истории стала посещать 8-й класс частной гимназии В. П. Екимецкой.
В 1907 году она поступила на физико-математическое отделение Высших женских курсов (ВЖК) в Москве. Летом 1911 года профессор А. А. Чернов организовал для студенток первую экскурсию на Северный Урал, и таким образом В. А. Варсанофьева впервые попала в район, который позднее стал местом её многолетних геологических исследований.
В 1915 году сдала государственные экзамены в первой Государственной испытательной комиссии при ВЖК, и была оставлена на кафедре геологии этих курсов «для подготовки к профессорскому званию».
В 1916—1919 годах преподавала на московских Пречистенских рабочих курсах. В 1918 году в должности ассистент читала лекции по геологии и полезным ископаемым на кафедре геологии ВЖК.
С 1919 года в 1-м МГУ работала доцентом на кафедре геологии под руководством А. П. Павлова. С 1920 года читала специальный курс тектоники.
Одновременно преподавала в Тверском педагогическом, в Иваново-Вознесенских педагогическом и политехническом институтах.
В 1921—1924 годах проводила исследования на Северном Урале.
В 1925 году работала старшим геологом Геологического комитета, была на короткое время арестована.
С 1925 года преподавала во 2-м МГУ (с 1930 года — МГПИ) на факультете педагогики, где исполняла обязанности профессора и была заведующей кафедрой геологии. Читала курс минералогии и геологии, включавший основы палеонтологии и лекции по динамической и исторической геологии.
В 1934—1935 годах под её руководством был разработан курс методики преподавания геологии в вузах.
В 1935 году за совокупность опубликованных к тому времени работ В. А. Варсанофьева — первая из женщин в России получила учёную степень доктора геолого-минералогических наук. Присвоено учёное звание профессор.
В 1945 году была избрана членом-корреспондентом Академии педагогических наук СССР.
с 1954 года работала старшим научным сотрудником в Институте геологии Коми филиала АН СССР. В 1961—1964 годах заведовала там лабораторией геоморфологии и четвертичной геологии. Часто приезжала в Москву, являясь вице-президентом МОИП.
Беспартийная.
В 1970 году вышла на пенсию, проживала в Москве.
Cкончалась 29 июня 1976 года в Москве, была похоронена на Новодевичьем кладбище.

## Членство в организациях
- с 1916 — Общество любителей естествознания, антропологии и этнографии
- с 1923 — Московское общество испытателей природы. Вице-президент общества с 1942 года.
- с 1927 — Географическое общество СССР.

## Награды
- 1944 — Медаль «За оборону Москвы»
- 1945 — Орден Трудового Красного Знамени (27 января)
- 1946 — Медаль «За доблестный труд в Великой Отечественной войне 1941—1945 гг.» (7 мая)
- 1948 — Медаль «В память 800-летия Москвы» (14 декабря)
- 1950 — Золотая медаль имени А. П. Карпинского, за совокупность геологических работ (декабрь)
- 1953 — Орден Ленина
- 1957 — Заслуженный деятель науки и техники Коми АССР
- 1960 — Заслуженный деятель науки РСФСР, за большие заслуги в области геолого-минералогических наук
- 1970 — Орден «Знак Почета» (9 сентября)[4][9].

## Память
Именем В. А. Варсанофьевой были названы:
- Гора[уточнить] и ледник[уточнить] на Приполярном Урале.
- Мыс[уточнить] на острове Новая Земля.
- Гора в Антарктиде (гора Варсанофьевой, Земля Мак-Робертсона, 70°54′ ю.ш., 67°46′ в.д., гора обследована в 1972—1973 гг.)[14].

Ископаемые организмы:
- Tollina warsanofievae Barskaja — вид строматопорат, верхний ордовик Северной Сибири.
- Palaeoleptophycus warsanofievae Korde, 1955 — вид водоросли, верхний кембрий Сибири.
- Darwinula warsanofievae Beliajeva — вид остракод, пермь Русской платформы.
- Sphaerestheria warsanofievae Molin — вид филлопод, пермь Русской платформы.